# Flying Without Wings
"Flying Without Wings" es una canción por Westlife. La canción se convirtió en un éxito en Reino Unido y muchas partes del Mundo. También es una de las más canciones vendidas de Westlife hasta la fecha.
"Flying Without Wings" también estuvo en Pokémon: La Película 2000. En el 2002, la banda regrabó la canción con un dueto con el cantante mexicano, Cristian Castro y también con la cantante Surcoreana BoA. Los duetos fueron incluidos en el álbum "The Greatest Hits" que fue lanzado el mismo año. En el 2004, Westlife lanzó una versión en vivo, la tocaron en el concierto de Estocolmo, fue lanzada cómo una descarga digital en el 2004 y se convirtió en número 1 en la historia musical de Reino Unido. La canción recibió disco de plata en Reino Unido por vender más de 200.000 de copias. "That's What Is All About", una canción de este sencillo, llegó en Hong Kong al número 7. JLS compartió la canción con Westlife en "The X Factor" en el 2008.

## Inspiración de la canción
La canción fue escrita por Wayne Hector y Steve Mac. En una entrevista dijeron que la idea básica de la canción vino de él mientras estaba en un tiempo libre de trabajar en una sesión hip hop con Ezi Cut en Los Ángeles:
"Hice algunas líneas para el primer verso y luego llamé a mi madre, las dejé en la contestadora, y dije, "¡No elimines esto!"
Hector fue al estudio para trabajar en la idea con Steve Mac. Cuando los dos discutieron de qué sería la canción, estuvieron de acuerdo con que "es sobre las esposas. Trata sobre las cosas que hacen nuestras vidas completas." Según Hector, la letra estuvo completa en media hora.

## Listado de canciones

### UK CD1
1. "Flying Without Wings" - 3:35
2. "Everybody Knows" - 4:09
3. "CD-Rom"

### UK CD2
1. "Flying Without Wings" - 3:35
2. "That's What It's All About" - 3:20
3. "Flying Without Wings" (Acappella mix) - 3:29

### Australian CD
1. "Flying Without Wings" - 3:35
2. "I Have a Dream" - 4:06
3. "Seasons in the Sun" - 4:10
4. "CD-Rom"

## Vídeo del álbum
Una versión de karaoke de "Flying Without Wings", se lanzó en DVD en el 2000 y debutó en el puesto número 1.

## Versiones de la canción
"Flying Without Wings" fue versionada por el ganador de "American Idol", Ruben Studdard, cómo debut en el 2003. El sencillo fue lanzado el 10 de junio y llegó al puesto número 2 en el Billboard Hot 100 el 28 de junio. "Flying Without Wings" también ganó atención en las listas de R&B/Hip-Hop & Tracks, llegando al número 13. También fue lanzada en Nueva Zelanda y llegó al número 2 detrás de Clay Aiken. El sencillo vendió 751 000 copias hasta diciembre del 2006.
Esta versión de la canción aparece en el juego "Karaoke Revolution Presents: American Idol".
La cantante australiana Delta Goodrem presentó la canción con su novio y exintegrante de Westlife, Brian McFadden, en el Tour Visualise en el 2005.

### Listado
- "Flying Without Wings"
- "Superstar"